# محمدابراهیم ذاکر
دندان‌پزشک و پژوهشگر تاریخ پزشکی اهل ایران است. او در آماده‌سازی برای چاپ و گردآوری فهرست اعلام دو دائرةالمعارف بزرگ تاریخ شیعه طبقات اعلام الشیعه و الذریعه الی تصانیف الشیعه همکاری کرد. از ابتدای دهه هشتاد شمسی به‌طور کامل به تصحیح و ترجمه میراث خطی تاریخ پزشکی ایران پرداخت و موفق شد آثار مهمی از زکریای رازی و ابن سینا را پس از ترجمه برای چاپ آماده کند.

## سرگذشت
وی در پانزدهم آذرماه سال ۱۳۳۵ در خانواده‌ای روحانی در عراق متولد شد تحصیلات دبستان و دبیرستان خود را در مدرسهٔ علوی ایرانیان در نجف و دبیرستان شرافت بغداد گذراند. سال ۱۳۵۵ وارد دانشکدهٔ دندانپزشکی دانشگاه تهران شد، پس از پیروزی انقلاب ۵۷، شورای انقلاب فرهنگی تشکیل شد و دانشگاه‌ها از خرداد ۱۳۵۹ تعطیل گردید دو سال بعد از این تاریخ دانشگاه‌ها فعالیت خود را از سرگرفتند ولی او به دلایل سیاسی از تحصیل ادامه محروم ماند. پس از پیگیری‌های فراوان در سال ۱۳۶۶ به دانشگاه برگشت و در سال ۱۳۶۹ فارغ‌التحصیل شد.
آشنایی او با کتاب و نسخ خطی از کودکی و در کتابخانه پدربزرگش آیت الله شیخ آقا بزرگ تهرانی آغاز شد. او پس از ورود به دانشگاه به صورت مستمر و بیش از یک دهه به عنوان دستیار در خدمت دکتر علی نقی منزوی و احمد منزوی فرزندان شیخ آقا بزرگ تهرانی بود. او در این مدت در آماده‌سازی برای چاپ و گردآوری فهرست اعلام دو اثر بزرگ تاریخ کتابشناسی شیعه یعنی دائرةالمعارف بزرگ «طبقات اعلام الشیعه» و «الذریعه الی تصانیف الشیعه» مشارکت کرد.
او پس از اشتغال حرفه‌ای به دندان پزشکی کار خود در زمینه پژوهش را ادامه داد که منجر به چاپ فهرست اعلام اثر بزرگ «الذریعه الی تصانیف الشیعه» در سه جلد شد. پس از آن بود که با تجربیاتی که اندوخته بود به پژوهش بر روی تاریخ پزشکی ایران متمرکز شد. نتیجه این پژوهش‌ها ترجمه و تصحیح ده‌ها جلد از میراث خطی تاریخ پزشکی و سخرانی‌های بسیار در این زمینه است که تا کنون ادامه دارد.
وی افزون بر فعالیت‌های حرفه‌ای و پژوهشی در راستای مسئولیت اجتماعی خود به صورت مستمر در حال ارائه خدمات دندان‌پزشکی رایگان به بیماران HIV، HCV در تهران، خانهٔ خورشید و به صورت دوره‌ای، سه تا چهار هفته در سال درمان بیماران مناطق محروم در اقصی نقاط ایران بوده‌است.

## آثار

### تصحیح، تحقیق و ترجمه
- حفظ‌البدن: (رساله‌ای فارسی در بهداشت و تندرستی)، امام‌فخرالدین‌ محمدرازی، تهران: مرکز پژوهشی میراث مکتوب، 1390.[۴]
- دیباجه‌ای بر میراث نوشتاری پزشکی ایران و جهان از دیرباز تا سده ۱۱ھ.‏‫: مجمع‌النفايس و حجلةالعرايس، سالک‌الدين‌محمد حمویی، تهران: موزه و مرکز اسناد مجلس شورای اسلامی، 1396.[۵]
- رساله فی اوجاع‌المفاصل و علاجها؛ کتاب‌الحاصل فی علاج‌المفاصل: ترجمه فارسی اوجاع‌المفاصل از مترجمی ناشناخته در سده هفتم هجری؛ به همراه ترجمه فارسی مقالة فی‌النقرس رازی، ابوبکر محمد بن ‌زکریا الرازی، تهران: موسسه پژوهشی میراث مکتوب، 1399.[۶]
- التشریح، عمادالدین‌محمود شیرازی، در ۲ مجلد، تهران: موسسه پژوهشی میراث مکتوب، 1399.[۷][۸]
- رساله سمیّه (زهر شناسی)، عمادالدین‌محمود شیرازی، تهران: موسسه پژوهشی میراث مکتوب، 1402.[۹]
- عین‌القضات همدانی ۴۹۰ - ۵۲۵ ق.: زندگی‌نامه و ریشه‌های فلسفی او، پژوهش و نگارش علی‌نقی منزوی؛ به کوشش محمدابراهیم ذاکر، تهران: انتشارات اشاره، 1403.[۱۰]

### گردآوری و تألیف
- سیری در سه قرن دندانپزشکی ایران از (۲۳۶ ق.- ۵۳۱ ق.)، محمدابراهیم ذاکر، تهران: حقوقی به سفارش دانشگاه علوم پزشکی شهید بهشتی و انجمن دندان‌پزشکی ایران، 1388.[۱۱]
- جستاری در تاریخ و فلسفه‌ی پزشکی اسلامی : جایگاه دانش‌های پزشکی و گروه‌بندی آن در کتاب‌های چند دانشی اسلامی، محمدابراهیم ذاکر، تهران: چوگان: دانشگاه علوم پزشکی وخدمات بهداشتی درمانی شهید بهشتی. مرکز تحقیقات طب سنتی ومفردات پزشکی، 1389.[۱۲]
- سنجش پیشاب‌شناسی رازی با پزشکی نوین : (برگردان بخش پیشاب کتاب الحاوی فی‌الطب حکیم محمدبن‌زکریارازی همراه توضیحات)، محمدابراهیم ذاکر، تهران: موسسه پژوهشی میراث مکتوب، 1399.[۱۳]
- گروه بندی و تشخیص افتراقی بیماری‌ها (تقاسیم العلل: کتاب التقسیم و التشجیر)، ابوبکر محمد بن زکریا رازی، تهران: دانشگاه علوم پزشکی ایران، 1400.[۱۴]
- پاییدن بارداران، نوزادان و کودکان و درمان بیماری‌های آنان، احمد بن محمد بن یحیی بلدی، پژوهش و برگردان محمدابراهیم ذاکر زیر نظر حسن اتوکش، تهران: رویان‌پژوه‏‫، ۱۴۰۳.[۱۵]

### پژوهش و برگردان به فارسی
- ال‍م‍رش‍دا و ال‍ف‍ص‍ول، ابوبکر محمد بن ‌زکریا الرازی، تهران: دان‍ش‍گ‍اه‌ ع‍ل‍وم‌ پ‍زش‍ک‍ی‌ و خ‍دم‍ات‌ ب‍ه‍داش‍ت‍ی‌ درم‍ان‍ی‌ ت‍ه‍ران‌، ۱۳۸۴.[۱۶]
- قولنج: کتاب ‌القولنج مشتمل بر کتاب قولنج (زکریای‌رازی).رساله‌ی قولنج (ابن‌سینا)، محمدابراهیم ذاکر، تهران: دانشگاه علوم پزشکی و خدمات بهداشتی درمانی شهید بهشتی، مرکز تحقیقات طب سنتی و مفردات پزشکی، 1385.[۱۷]
- طب منصوری (الکناش المنصوری؛ المنصوری فی الطب)، ابوبکر محمد بن ‌زکریا الرازی، تهران: دان‍ش‍گ‍اه‌ علوم پزشکی و خدمات بهداشتی‌درمانی تهران، ۱۳۸۷.[۱۸]
- تدارک‌الخطاء، شیخ‌الرئیس‌بو‌علی‌سینا، تهران: موسسه فرهنگی‌-حقوقی سینا، مرکز تحقیقات اخلاق و حقوق پزشکی، ۱۳۸۸.[۱۹]
- فردوس‌الحکمه: بحرالمنافع و شمس‌الآداب، علی فرزند ربن سهل‌تبری، تهران: چوگان‏‫، [به سفارش] مرکز تحقیقات طب سنتی و مفردات پزشکی دانشگاه علوم پزشکی شهید بهشتی، [ریاست جمهوری، معاونت علمی و فناوری، معاونت علمی و فناوری ریاست جمهوری، ستاد توسعه علوم و فناوری، گیاهان دارویی و طب ایرانی]، ۱۳۹۱.[۲۰]
- عیون‌الانباء فی طبقات‌الاطباء‬: ‏‫تاریخ پزشکی جهان تا پایان سده هفتم هجرت، ابن‌ابی‌اصیبعه موفق‌الدین‌بوعباس‌احمدفرزند قاسم فرزند خلیفه سعدی‌خزرجی‌طبیب، تهران: زعیم‬‏‫: موسسه گیاه‌درمانی ایران، ۱۳۹۳.[۲۱]
- عین‌الحیات، محمدبن‌یوسف هروی، تهران: انتشارات طب سنتی ایران، ۱۳۹۷.[۲۲]
- الحاوی فی الطب، ابوبکر محمد بن زکریای رازی، در ۲۳ مجلد، تهران: دانشگاه علوم پزشکی و خدمات بهداشتی درمانی شهید بهشتی، مرکز تحقیقات طب سنتی و مفردات پزشکی از سال ۱۳۸۹ تا ۱۳۹۵ به چاپ رسید:
  - کتاب یکم فی امراض الراس، بیماری‌های سر، ۱۳۹۳.[۲۳]
  - کتاب دوم فی امراض العین، بیماری‌های چشم، ۱۳۹۳.[۲۴]
  - کتاب سوم فی امراض الاذن و الانف و الاسنان، بیماری‌های گوش و بینی و دندان‌ها، ۱۳۹۱.[۲۵]
  - کتاب چهارم فی امراض الریه، بیماری‌های شش، ۱۳۸۹.[۲۶]
  - کتاب پنجم فی امراض المعده و المری، بیماری‌های معده، ۱۳۹۰.[۲۷]
  - کتاب ششم فی استفراغات و التسمین و الهزال، چگونگی تهی‌سازی تن و چگونگی فربه شدن و لاغری، ۱۳۹۱.[۲۸]
  - کتاب هفتم فی امراض الثدی و القلب و الکبد و الطحال، بیماری‌های پستان و دل و جگر و سپرز، ۱۳۹۲.[۲۹]
  - کتاب هشتم فی امراض الامعاء، بیماری‌های روده‌ای، ۱۳۹۳.[۳۰]
  - کتاب نهم فی امراض الرحم و الحمل، بیماری‌های زنان و بارداری، ۱۳۹۳[۳۱]
  - کتاب دهم فی امراض الکلی و مجاری البول، بیماری‌های گُرده و آوندهای پیشاب‌بر، ۱۳۹۳.[۳۲]
  - کتاب یازدهم فی امراض الحیات و الدیدان فی البطن و البواسیر و الحدب و النقرس و الدوالی و داءالفیل، انگل‌های روده‌ای، بواسیر، گوژپشتی، نقرس، واریس و پیل‌پایی، ۱۳۹۴.
  - کتاب دوازدهم فی أمراض السرطان و الاورام و الدمامبل و الدبیلات، بیماری‌های سرطان، آماس و دمل‌ها، ۱۳۹۴
  - کتاب سیزدهم فی امراض الرض و الفسخ و القروح فی اعضاء التناسل و المقعدة، کوفتگی، پارگی بافتی، زخم‌های دستگاه تناسلی و مقعد [سوراخ نشیمنگاهه]، ۱۳۹۴.[۳۳]
  - کتاب چهاردهم فی امراض الحمیات و البراز و القیء، تب‌ها و مدفوع و بالا آوردن، ۱۳۹۴.[۳۴]
  - کتاب پانزدهم فی الحمی المطبقة و الأمراض الحادة و الحادثة عن السدد و سقی الماء البارد، پیرامون تب‌های فراگیر و بیماری‌های سخت و انسدادی و نوشیدن آب سرد، ۱۳۹۴.[۳۵]
  - کتاب شانزدهم، فی حمیات الدق و الذبول و النافض و الحمیات آلتی لاتسخن و فی الحمیات الوبائیة؛ پیرامون تب دق، و تب تکیده‌کننده، و لرز و سردی، تب بی‌گداختگی، و تب وبایی، ۱۳۹۴.
  - کتاب هفدهم فی الجدری و الحصبة و الطواعین، پیرامون بیماری‌های آبله و حصبه و طاعون، ۱۳۹۵.[۳۶]
  - کتاب هجدهم فی البحران و ایامه و اوقات الخف، پیرامون بحران و روزها و زمان سبک شدن آن، ۱۳۹۵.[۳۷]
  - کتاب نوزدهم فی البول و اصناف الرسوب، دربارهٔ شناخت بیماری‌های از روی دیدن پیشاب و شناخت گونه‌های ته‌نشست پیشاب در ظرف شیشه‌ای، ۱۳۹۵.[۳۸]
  - کتاب بیستم فی الادویة المفردة، دربارهٔ شناخت داروهای تکی از الف تا پایان ز، کتاب بیستم (اقحوان - زرنب)، ۱۳۹۵.[۳۹]
  - کتاب بیست و یکم فی الادویة المفردة، [دو مجلد] دربارهٔ شناخت داروهای تکی از س تا پایان ک، کتاب بیست و یکم بخش نخست (سعد - کسیرس) و بخش دوم از ل تا پایان ی (لسان‌الحمل - یاسمین)، ۱۳۹۵.[۴۰]
  - کتاب بیست و دوم فی الصیدلة و فی جداول استنباط الاسماء و الاوزان و المکاییل، دربارهٔ داروشناسی تکی از س تا پایان ک، ۱۳۹۵.[۴۱]
  - کتاب بیست و سوم فی قوانین استعمال الاغذیه و الاشربه، و الیقظه و النوم، و فی الأمراض التی تعدی و توارث و غیرها، راهنمای خوردن و نوشیدن؛ بیداری و خواب؛ بیماری‌های فراگیر و مادرزادی و جز آن، [دو مجلد] کتاب بیست و سوم، بخش نخست؛ کتاب بیست و سوم، بخش دوم: فیما یعرض للجلد من البهق و البرص و الجذام و غیرها و فی خضاب الشعر و الید، دربارهٔ بیماری‌های واگیر، ارثی، پوستی، رنگ‌کننده‌های مو و دست، ۱۳۹۵.[۴۲]

## تقدیرها و عناوین
آثار محمد ابراهیم ذاکر و تلاش های او برای حفظ میراث مکتوب تا کنون مورد توجه بسیاری از پژوهشگران و اهل قلم قرار گرفته است.  به طوری که در دو دوره دوازدهم و چهاردهم از آیین تقدیر از حامیان نسخ خطی که توسط کتابخانه ملی ایران و کتابخانه مجلس برگزار می شود شایسته تقدیر شناخته شد. همچنین کتاب التشریح در دوره سی و نهم جایزه کتاب سال ایران در بخش کلیات و تاریخ علم  شایسته تقدیر شناخته شد. 

### عناوین:
- شایسته تقدیر در گروه علوم، دوازدهمین دوره آیین بزرگداشت حمیان نسخ خطی.[۴۳]
- شایسته تقدیر در گروه مقالات علمی-مروی برای اثر دیباچه‌ای به میراث نوشتاری پزشکی ایران و جهان به صورت مشترک با غلامرضا جمشیدنژاد اول، چهاردهمین دوره آیین بزرگداشت حامیان نسخ خطی.[۴۴][۴۵]
- شایسته تقدیر در گروه کلیات و تاریخ علم برای اثر التشریح، سی و نهمین دوره جایزه کتاب سال ایران.[۴۶]